# Franco Prete
Franco Prete (* 20. Mai 1933 in Treviso; † 29. Juni 2008 in Venedig) war Initiator und treibende Kraft der multinationalen Künstlergruppe und des Verlags Origine. Darüber hinaus war er als Dichter und Schriftsteller tätig.

## Leben und Wirken
Franco Prete wuchs in Venedig auf, wo er auch die Grundschule besuchte. Nach dem Gymnasium in Turin besuchte er das Institut auf dem Rosenberg in St. Gallen.
Nach längeren Studienaufenthalten im Ausland (u. a. Cambridge und Sorbonne) absolvierte er ein Studium der Modernen Literatur und Sprachen in Paris und Heidelberg.
Von 1957 bis 1993 war er anfangs für die Hohe Behörde der Montanunion, dann für das Europäische Parlament zunächst als Simultandolmetscher und Konferenzdolmetscher, dann als höherer Beamter und schließlich als Generaldirektor tätig.

## Engagement für Origine
Neben seiner beruflichen Laufbahn gründete Franco Prete mit seiner Frau Herrad Prete, Edmond Dune und Arnaldo Ferragni um 1960 in der Stadt Luxemburg die multinationale Künstlergruppe Origine und den gleichnamigen Verlag mit dem Ziel, den kulturellen Austausch franko-italienischer Lyrik und Kunst zu fördern.
Als Poet und Schriftsteller veröffentlichte Franco Prete zahlreiche eigene Werke überwiegend in italienischer Sprache.
Von 1960 bis 2008 veröffentlichte er darüber hinaus zahlreiche Werke der namhaftesten Lyriker Italiens, Frankreichs und Belgiens in verschiedener Form (Kollektionen, Anthologien, Einzel- und Kollektivausgaben, Literaturrevuen).

## Bibliografie
(Quelle:)

### Lyrik
- I belli orizzonti. Loescher, Turin (1962)
- Il tempo dei frassini. Sestante, Padua (1964)
- Pietra su pietra. De Luca, Rom (1969)
- Lettere agli amici. Rebellato, Padua (1972)
- Terre di nessuno. Il Libro, Rom (1977)
- Terre perse (zweisprachig in Italienisch und Französisch). Journal dees Poèts, Brüssel (1979)
- Quartine per le sere d'inverno (zweisprachig in Italienisch und Französisch). La table des champs, Arlon, (1982)
- Renitenza. Origine, Luxemburg (1998)
- Renitenza (zweisprachig in Italienisch und Französisch). L'Arbre à paroles, Amay (1999)

### Romane
- L'Ambasceria in Fiandra. Pagus, Paese (Treviso) (1981)
- Il ruggito del leone. Origine, Luxemburg (1994)

### Anthologien
- E. Dune, Poètes italiens d'aujourd'hui (zweisprachig in Italienisch und Französisch). A. Pfeiffer, Luxemburg (1965)
- A. Noferi, Prima biennale della poesia italiana. I Centauri, Florenz (1969)
- A. Praillet, Jeune poésie italienne. Vodaine, Yutz (1971)
- D. Cara, Le proporzioni poetiche. Laborio delle Arti, Mailand (1976)
- Journal des poètes, Numéro spécial du 50ème anniversaire. Brüssel (1981)
- H. Labrusse, R. Milani, A. Ughetto, Promenades en poésie italienne contemporaine. Sud, Marseille (1984)
- A. Monjo, M. Méresse, Six poéts italiens contemporains. La Sape, Montgeron (1992)
- J. Baude, Venise sous les bois de Cadore. L'Arbre à paroles n° 10, Amay (1999)